# Stronsay
Stronsay ist eine zu den Orkneys gehörende schottische Insel, die etwa 20 km nordöstlich von Mainland liegt.
Auf der süßwasserreichen, etwa zehn Kilometer langen und bis zu 9,5 Kilometer breiten Insel mit einer Fläche von 32,75 km² leben heute 350 Einwohner. Während der Hauptzeit des Heringsfischfangs zu Mitte des 19. Jahrhunderts hatte die Insel etwa 5000 Einwohner. 2011 wurde dort noch 349 Einwohner gezählt. Auf der Insel errichteten die Transalpinen Redemptoristen im Jahre 2000 das Kloster Golgotha.
Hauptort ist der Fährhafen Whitehall mit Verbindungen nach Kirkwall auf Mainland sowie zu den Nachbarinseln Eday und Sanday. Im Norden befindet sich ein kleiner Lokalflugplatz.
Haupterwerbszweige sind die Fischerei und die Landwirtschaft (in erster Linie Viehhaltung) sowie der Tourismus.

## Sehenswürdigkeiten
Sehenswürdig ist vor allem die Natur. Es gibt einige schöne Strände und im Osten die Steilküste mit Meereshöhlen, Gloups (Blaslöcher) und dem Vat of Kirbister, einem beeindruckenden Felsbogen. Ansonsten gibt es auf der recht flachen Insel spärliche Überreste zweier Brochs (Benni Cuml, Hillock of Breawest), Reste von Stalled Cairns auf Lamb Ness. Einige Ancient cooking places sind besonders bei Kirbuster gut erhalten.
Papa Stronsay ist eine der kleinen Nebeninseln, die ansonsten oft als Calf (Kalb) oder Holm bezeichnet werden. Hier handelt es sich um die Insel, auf der das vermutlich älteste Kloster von Orkney stand. Die St.-Nikolaus-Kapelle ist eine kleine mittelalterliche Kirche, die wahrscheinlich aus dem 11. Jahrhundert datiert und ihr Dasein als einfache, einzellige rechteckige Steinkirche begann. Im 12. Jahrhundert wurde ein Mittelschiff mit zwei Seitenaltären und einem Chorraum, der den Hauptaltar enthält, angefügt. Die Kapelle war seit der Reformation im 16. Jahrhundert aufgelassen, wurde aber bis 1790 als landwirtschaftliches Gebäude verwendet, bevor sie zerstört wurde.
Im Jahr 1808 wurde auf der Insel von einem Fischer ein Tierkadaver gefunden, der als Monster von Stronsay bezeichnet wird.